# Generalmusic
Generalmusic è stata una ditta italiana specializzata in strumenti musicali elettronici (con il marchio GEM) ed amplificazione (con il marchio LEM) con sede in San Giovanni in Marignano fallita in Italia nel 2011. 
Nel dicembre 2014 è stata annunciata, dalla nuova proprietà Finlandese (il gruppo Soundion Oy Ltd) la riapertura nel corso del 2015 a Salo.

## Storia

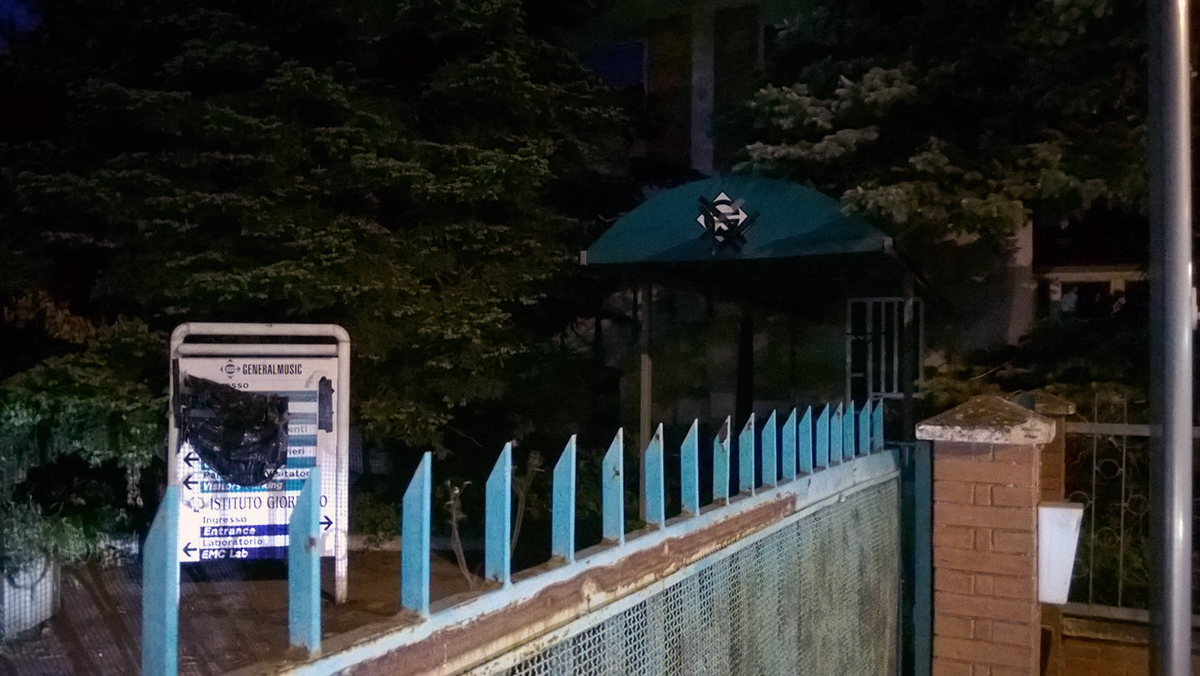
La storica sede di Via delle Rose 12 a San Giovanni in Marignano fotografata nel 2014

Generalmusic ebbe origine nel 1890 quando venne costruita la prima fisarmonica da Antonio Galanti con il nome di "Premiata Fabbrica di Fisarmoniche Galanti". Nel 1920 i fratelli Galanti, figlio di Antonio, ebbero l'intuizione di aprire una filiale americana a New York denominata "Galanti Bros." per poter usufruire dell'enorme mercato generato dagli emigranti e degli oriundi Italiani in America. 

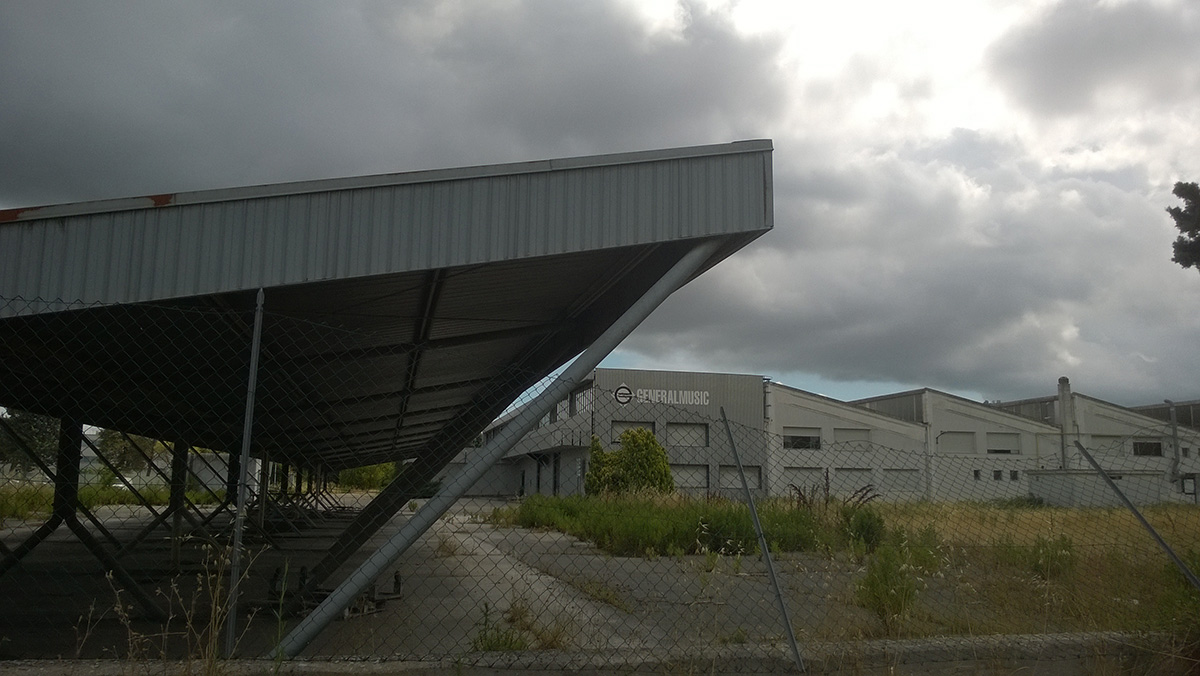
L'ex stabilimento GEM (ex Elka) della zona industriale Squartabue - Recanati fotografato nel 2014

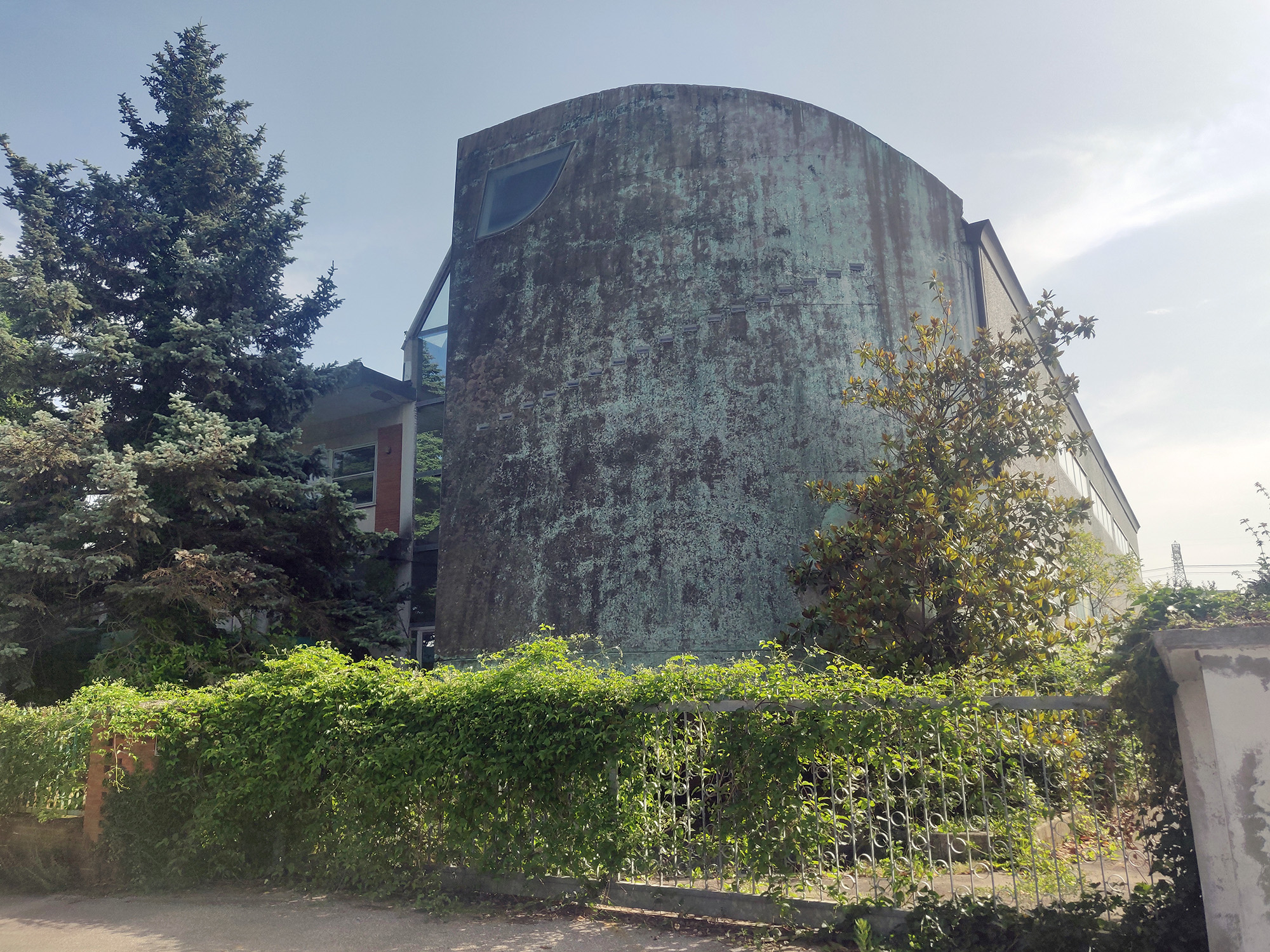
La Sede di Via delle Rose fotografata a giugno 2019

Nel 1959 nacque il marchio GEM ad opera di Matteo Galanti (Galanti Egidio Mondaino) e la ditta sviluppò il primo organo elettrico italiano.
Solo dieci anni dopo venne creato il marchio LEM (Laboratorio Elettro Musicale) dedicato allo sviluppo di sistemi di diffusione audio. I marchi ebbero una veloce crescita fino a diventare molto diffusi dapprima in Italia e poi nel mondo.
Nel corso degli anni venne acquisita la prestigiosa ditta di pianoforti acustici Shulze Pollmann (1972) ed avviata una partnership per lo sviluppo di organi liturgici elettronici con Ahlborn (1980) . Nel 1989 venne infine acquisito il marchio Elka, di Castelfidardo.
Da segnalare che nel 1974 il gruppo aprì un proprio laboratorio di ricerca e sviluppo negli Stati Uniti. 
Nei primi anni 2000 venne creata una divisione (GMD) per la distribuzione in Italia di alcuni prestigiosi marchi (tra cui AKG Acoustics, Fostex, Takamine Guitars, Peavy, Toca).
Il gruppo, nel suo momento di massimo successo, arrivò ad impiegare circa 400 persone con un catalogo di oltre 200 prodotti esportati in oltre 80 paesi con divisioni in Germania, Benelux e Stati Uniti d'America (Generalmusic Corp.).
A metà degli anni 2000 la ditta entrò in una crisi irreversibile non riuscendo a ripetere i successi di vendita degli anni precedenti e il tribunale di Rimini avviò le procedure di fallimento il 23/06/2011 (numero fallimento 25/2011)
A dicembre 2014 sul dominio generalmusic.com il gruppo finlandese Soundion Oy Ltd (nuovo proprietario dei marchi GEM, LEM ed ELKA) diede l'annuncio che nel corso del 2015 sarebbero stati presentati nuovi modelli e riedizioni di alcuni modelli del passato, e che sarebbero stati prodotti in Finlandia e precisamente a Salo.
Pochi mesi dopo il Gruppo Soundion annunciò una campagna di raccolta fondi sul portale indiegogo per lanciare una riedizione dell'Elka Synthex. Purtroppo la campagna si è conclusa senza raggiungere il target previsto ed il progetto sembra essere sospeso Nel dicembre 2016 la Soundion annuncia il pianoforte Promega 2+ aggiornamento ed evoluzione di un prodotto della precedente gestione

## Prodotti

### Organi elettronici
Nel 1962 la Generalmusic produsse il Mini Gem che aveva come caratteristica la portabilità e l'amplificazione integrata e che fu il primo grande successo di vendite.
La GEM ha continuato poi a produrre tra gli anni sessanta e gli anni ottanta organi elettronici di successo tra cui si citano il GEM P, il Joker 61, il GEM F3, lo Sprinter 49B, il 61B e il Jumbo in differenti versioni (con e senza sezioni Ritmiche ed automatiche).
Nei primi anni novanta GEM riprenderà la costruzione di organi elettronici da casa (quindi in versioni cabinet con due manuali e pedaliera) principalmente per il mercato Statunitense (ma non solo) denominata BACHMANN JEWELS Series (Garnet, Topaz, Pearl e Sapphire) Questi organi venivano costruiti sulla piattaforma digitale derivata dalla linea Tastiere arranger WS.

### Tastiere digitali

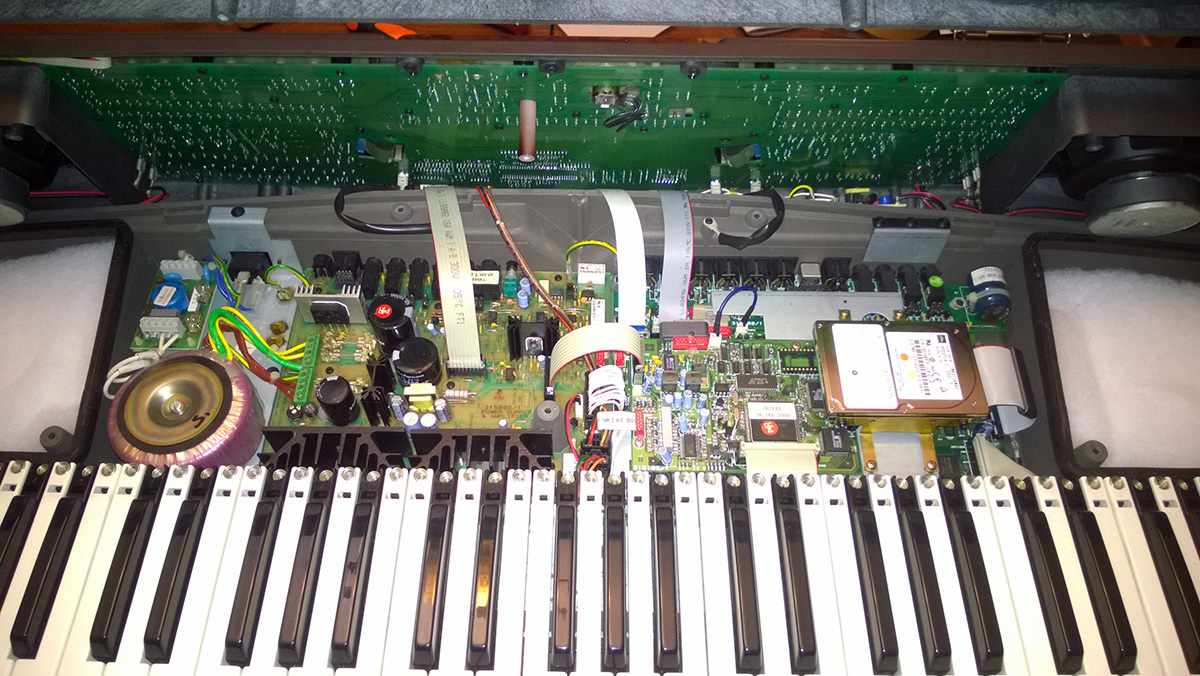
La scheda madre di una Gem Wk8 SE

Tra le prime tastiere portatili prodotte dalla GEM vi sono la serie DSK80/100. Nel 1990, grazie ai chip Disp1 e REVl interamente progettati dai propri laboratori di ricerca di S. Giovanni in Marignano, venne presentata la WS2 (la prima tastiera arranger con sequencer di 5 tracce e floppy disk) aggiornata poi nel 1991 in versione Expander Desktop ed altri derivati (WS 400, Ws 1 ecc. ).

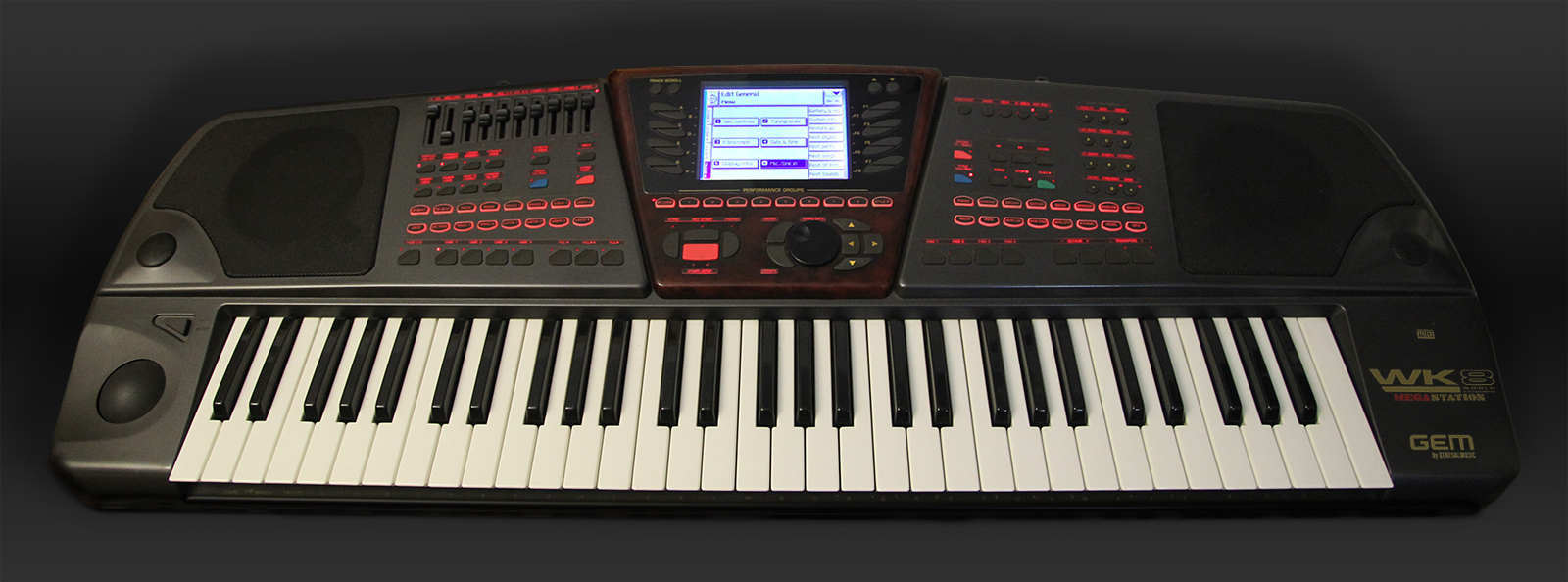
Una Gem Wk8 MegaStation

L'innovazione di Generalmusic non fu solo sulla strategia tecnologica ma anche quella di marketing. Infatti la linea WS veniva presentata e supportata anche con materiale audio visivo (videomanuale su VHS e demo tape varie). 
Nel 1993 è la volta di WX2 / SX prima tastiera digitale al mondo con funzioni avanzate di karaoke anche su TV esterno con possibilità (seppur minima) di notazione musicale aggiornata poi in WX2 Plus. Ovviamente anche di questo prodotto vennero realizzate le versioni ad 88 note Style Digital Piano. Nel 1992 il marchio GEM viene modificato in GENERALMUSIC apportando diverse riorganizzazioni interne (sia di laboratorio che produttive) nonché di marketing.  

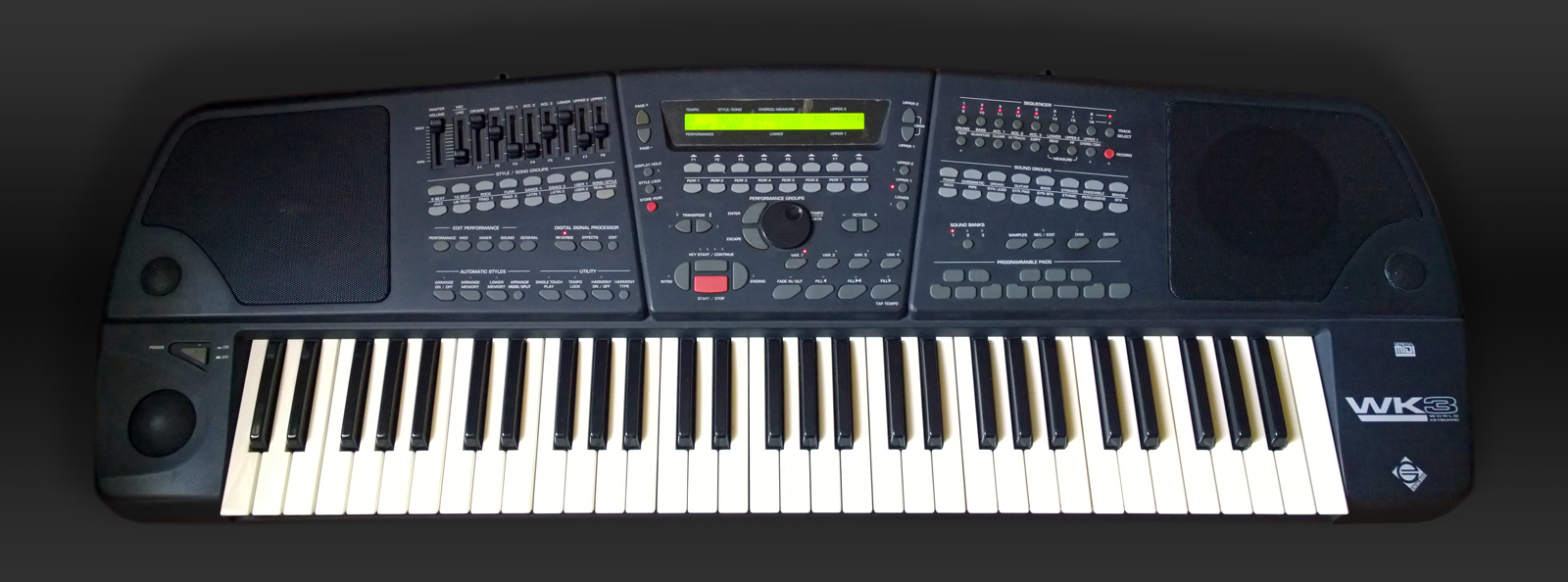
Una Generalmusic Gem Wk3

 Nel 1996 venne lanciata la serie WK4, dove la sigla WK era acronimo di World Keyboard, (aggiornata poi successivamente nella serie Wk6/8) che ha introdotto, per la prima volta su una tastiera un disco rigido interno per il salvataggio file, un armonizzatore vocale, e OS aggiornabile via floppy disk. Contemporaneamente venne lanciata la Wk3 che, seppur con meno funzioni dell'ammiraglia, conservava la possibilità di effettuare karaoke anche su TV esterno tramite apposito interfaccia opzionale. La Wk3 venne nel corso degli anni aggiornata prima in Wk2 (disponibile anche in versione wk2HD con Hard Disk precaricato di Basi ed in versione expander con funzioni specifiche per fisarmonicisti) e nella versione Wk2000 HD. Negli anni 2000 venne realizzata una versione di questa serie semplificata e priva di Hard-disk denominata Wk1 aggiornata poi in Wk1000.

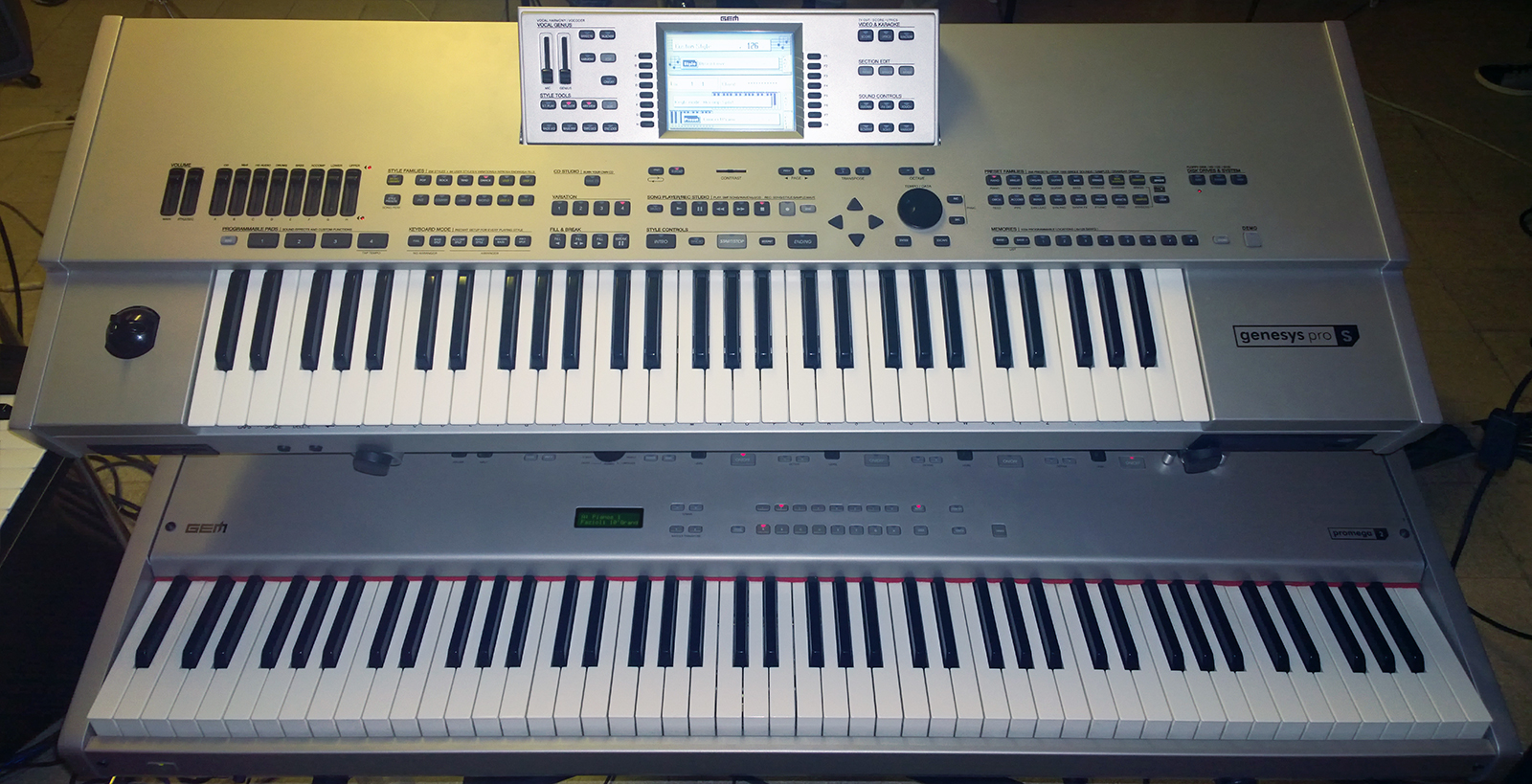
Gem Genesys Pro S, sopra e Gem Promega 2, sotto

Parallelamente le versioni WK4 prima, e wk6/8 poi, venivano realizzate anche in modalità Stage (senza amplificazione a bordo in versione 76 ed 88 tasti pesati) denominate serie SK 76/88/760/780SE/880.
Nel 2002 venne presentata Genesys che ha introdotto funzioni di gestione audio di file MP3 e WAV e di registrazione audio su hard disk integrato, con lettore/masterizzatore CD (DVD sulle successive versioni S e sull'Expander XP). La tastiera non ebbe il riscontro di vendite sperato soprattutto perché molto ingombrante e pesante (era dotata anche di subwoofer). L'anno successivo venne lanciata la versione non amplificata (Genesys PRO) che conteneva peso e ingombri anche grazie al display retrattile. Qualche anno dopo, entrambi i prodotti vennero aggiornati alle versioni S con miglioramenti nella qualità dei banchi sonori e possibilità di installare dischi rigidi interni più capienti. Venne inoltre lanciata la versione expander denominata XP.
La Genesys venne anche commercializzata per il mercato tedesco come Solton Sg-1 e differiva dalla versione standard per alcuni suoni e ritmi selezionati per quel mercato.
La Generalmusic inoltre è stata sempre presente nel settore entry level delle tastiere digitali con la serie CD (1/2/3/10/20/30 multicolor) poi con serie PK (5 e 7) ed infine con la serie GK (300/320/360/380).
Per dovizia di particolari va detto che tutte le versioni delle tastiere digitali della serie WK venivano proposte anche in versione Home Digital Piano, o Style Pianos, (una sorta di versione diversificata dallo stage) che veniva distribuita negli Stati Uniti con il marchio BALDWIN. In Europa (e nel resto del mondo) questi pianoforti a mobile con elettronica delle serie WK venivano distribuiti a marchio GEM con sigla PS per la versione a mobile verticale e GPS in versione 1/4 di coda. Questi pianoforti vennero aggiornati con l'elettronica della Genesys prendendo il nome di Genesys Grand Ensemble (1/4 di coda) e Genesys Ensemble (verticale).

### Pianoforti digitali
Uno dei campi dove la Generalmusic introdusse importanti innovazioni tecniche è stato sicuramente quello dei pianoforti digitali. Nel 1996 venne lanciata la linea di pianoforti elettronici Realpiano Pro1 e Pro2 che introducevano il modello fisico del suono, in particolare il modello "Damper Physical Model" (sviluppato in collaborazione con il Centro di Sonologia Computazionale (CSC) dell'Università degli Studi di Padova) che simulava l'azione del pedale damper (sustain) su 16 livelli, il "Natural String Resonance" che riproduceva il "risuonatore " per simpatia delle corde libere, l'"Advanced Release Technology" che simulava lo smorzamento della vibrazione delle corde. 

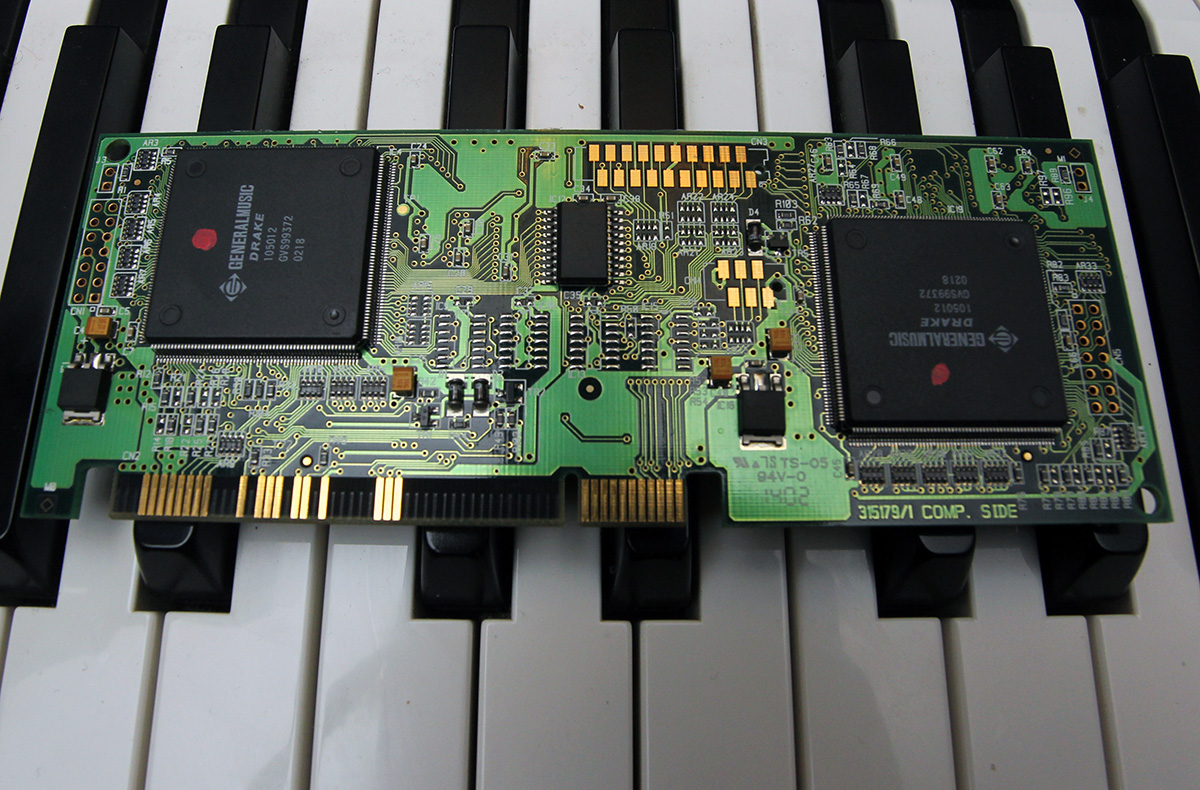
Una coppia di processori Gem Drake su una scheda di un Promega2

Questo pianoforte riscosse molti apprezzamenti tra i professionisti di tutto il mondo. Keith Emerson (tastierista degli Emerson, Lake & Palmer) dichiarò che "Il PRO2 possiede il miglior timbro di pianoforte a coda che abbia mai ascoltato in una tastiera digitale - e le ho provate tutte. È una parte essenziale della mia strumentazione e lo uso in ogni performance".

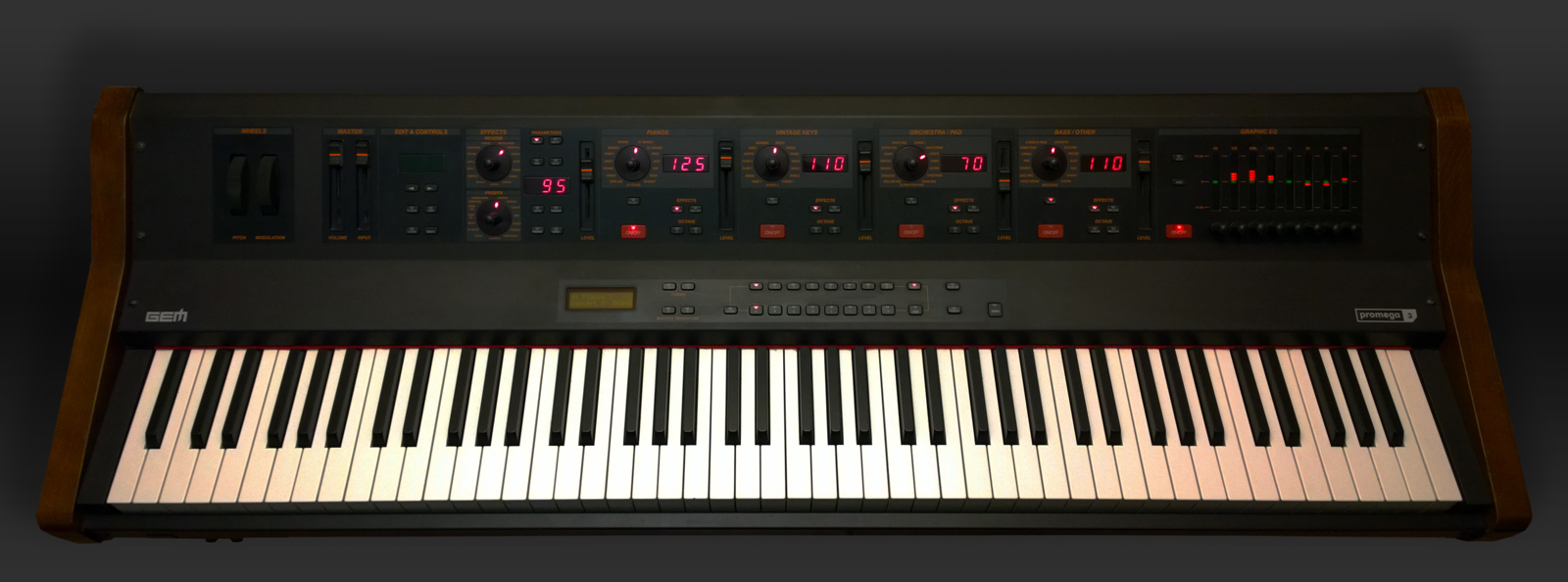
Un pianoforte Gem Promega3

L'evoluzione di questa serie arrivò nel 2001 con il Promega 3 e successivamente con il ProMega2 e l'expander RP-X.
Questa linea di prodotti fu la prima a beneficiare dell'allora potentissimo microprocessore DRAKE (acronimo di Dsp-Risc-Advanced-Keyboard-Engine) a 30bit e 50 Mips interamente sviluppato da Generalmusic anche in collaborazione con il Massachusetts Institute of Technology il cui sviluppo costò 4 milioni di dollari di allora. Questo processore permise di migliorare le tecnologie già presenti sulla serie PRO ma soprattutto, prima volta su un pianoforte, di superare la tecnologia del campionamento: i suoni dei pianoforti Vintage Rhodes, Wurlitzer, Clavinet) erano infatti generati totalmente da un modello fisico proprietario. Il Promega 3, dallo stile volutamente vintage, era dotato inoltre di fader automatici. Questo pianoforte ebbe un immediato successo di critica per la qualità sonora, tra i principali utilizzatori vi fu Rick Wakeman tastierista degli Yes. Il promega 2 dalla linea più moderna era una versione più leggera e ridotta in qualche funzione (non c'erano i fader motorizzati, la polifonia passava da 320 a 160 note, l'equalizzatore era meno potente e mancava il banco di suoni “orchestra/pad”) del Promega3 ma i suoni principali erano gli stessi. Di entrambi gli strumenti furono molto apprezzati i due suoni principali di pianoforte acustico derivati da Fazioli F308 e Steinway & Sons Grand Piano.
Anche in questo settore i Digital Pianos venivano proposti in modalità "reduced" con la serie PrP. Nel dicembre 2016 Soundion annuncia il Promega2+ evoluzione del precedente modello. La differenza con la precedente versione riguarda un display OLED e la presenza di due ingressi USB
Parallelamente alle serie "stage" professionali e alle serie portatili non professionali la Generalmusic riscuoteva buoni successi di vendita con la serie RealPiano RP (lanciata nel 1995) composta da pianoforti digitali a mobile, con una gamma piuttosto ricca, che partiva da strumenti base da studio per arrivare al top di gamma (quarto di coda) GRP. Questa serie di prodotti veniva costantemente aggiornata e fu composta nel tempo da molti modelli differenti (Rp 60, Rp 120, Rp 220, Rp 70c, Rp 80b, GRP 300, Rp 910, Rp 810, Rp 800, Rp 700, GRP 800). Proprio due pianoforti di questa serie sono stati, nel maggio 2007, gli ultimi strumenti presentati nella lunga storia della Generalmusic della proprietà italiana: più precisamente l'RP910 e l'RP810.

### Sintetizzatori
Ebbero un buon successo tra i professionisti i sintetizzatori della linea S il cui design era stato affidato a Marcello Gennari e sono ancora utilizzati da utenti di carattere Vintage. Molti hanno attribuito alla serie "S" una particolare similitudine a prodotti quali Kurzweil K2000, nata anch'essa nello stesso periodo, ma questa "familiarità" nasce veramente in modo alquanto casuale con sorpresa dei tecnici stessi di Generalmusic. La linea "S" era composta da S2 (1992), dall'Expander S2R e dalle evoluzioni S3 e S3 turbo (1993) nonché da un prototipo (donato poi a Keith Emerson) di S4, versione ad 88 note pesate usato solo per la MusikMesse di Francoforte del 1992. 

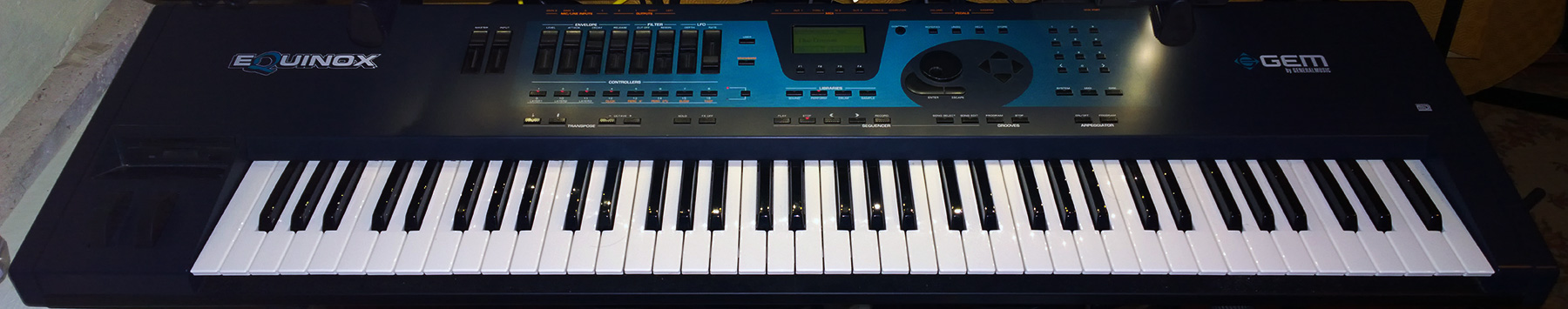
Una Gem Equinox 76

 A seguire arrivò poi linea di prodotti Equinox, che in qualche modo voleva colmare le lacune tecnologiche della serie "S" (mancanza del disco rigido, SCSI, ecc.), che però non riuscì a replicare il successo della precedente serie.
La Equinox era disponibile in versione 61 tasti light, 76 tasti semipesati e 88 tasti pesati con hammer action quest'ultima con campioni audio di pianoforte del PRO2, disco rigido, presa SCSI e Armonizzatore vocale di serie. Della Equinox venne particolarmente apprezzata la possibilità di emulazione Hammond avanzata: gli slide di controllo del volume diventavano infatti drawbar da utilizzare nell'ambiente di emulazione Tonewheel.
Durante l'esperienza "S" ed Equinox, GENERALMUSIC venne supportata, sia nello sviluppo che nella divulgazione dei prodotti, da numerosi artisti ed endorser di calibro internazionale che realizzarono Workshop ed Advertising (nonché produzioni discografiche) soprattutto negli Stati Uniti d'America.

### Oriental Series
La Gem fu molto attenta al mercato orientale (grazie a referenti musicali allocati nelle aree dedicate) e fu tra i pochi marchi a proporre, con successo di vendite, versioni specifiche destinate a questi mercati: CD1 Oriental, WS1 Oriental, WS1d Oriental, il convertitore midi AS-1 Oriental che convertiva la Serie Wk (Wk3/4/6/8) in scala orientale, la Genesys PRO S MidEast, Wk2 Oriental, wk2000 oriental.

### LEM
La gamma di prodotti per amplificazione di LEM è stata molto diffusa per applicazioni dal vivo in Italia ed in generale in Europa. La casa italiana era in grado di fornire da piccoli sistemi di amplificazione a grandi eventi live teatrali (è stata più volte fornitore del Festival di Sanremo) e all'aperto (tra cui la produzione internazionale de La traviata realizzata a Parigi nel 1999) ed impianti permanenti per parchi (ad esempio l'Aquafan di Riccione) e discoteche come il Bandiera Gialla di Rimini.
Successivamente la LEM si dedicò alla costruzione di sistemi audio Computer /modeling based (ovvero con possibilità di controllo DSP per la gestione EQ) come la serie Tourmaster nelle diverse versioni.

### Altri prodotti

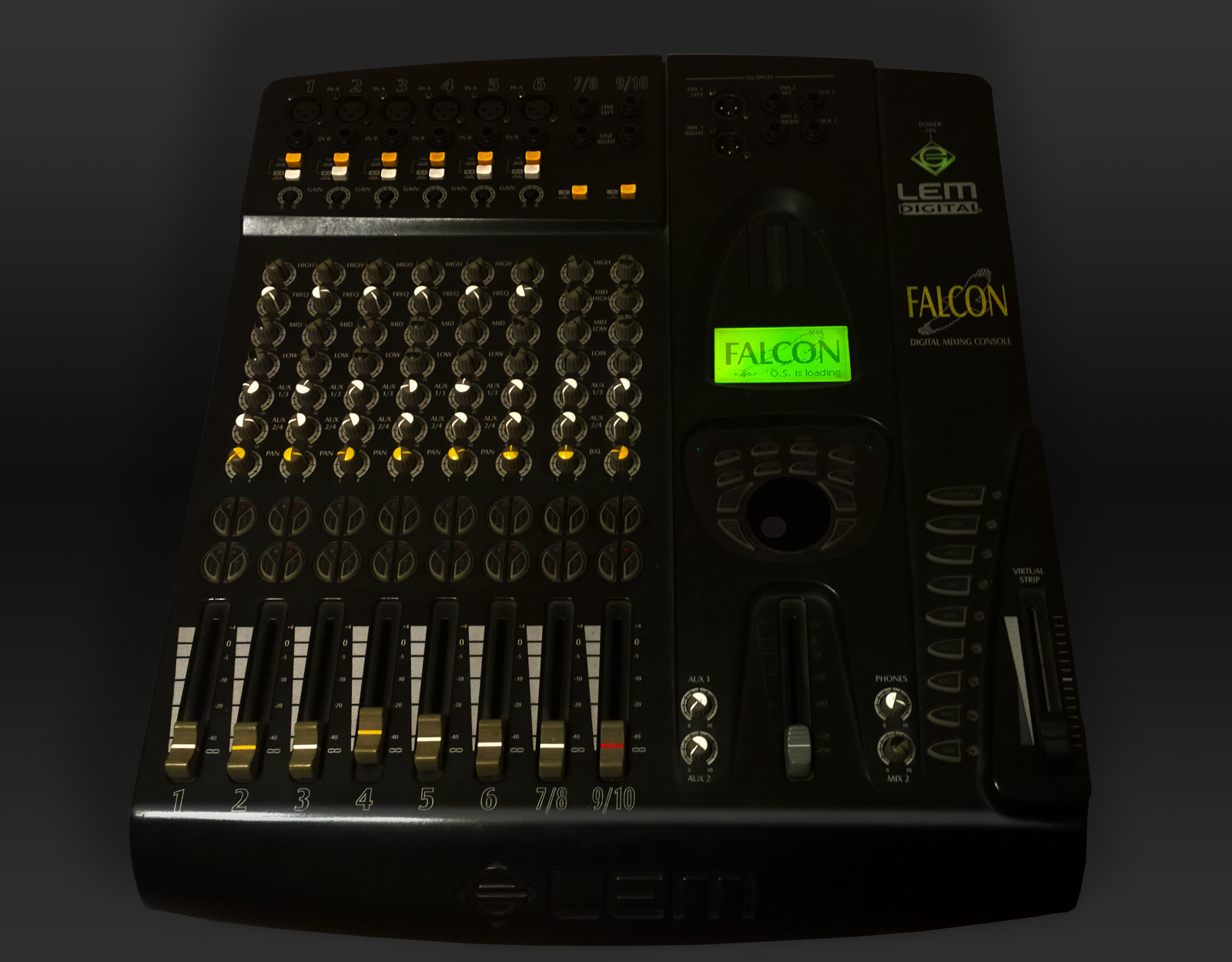
Un mixer Digitale Lem Falcon

La LEM, dopo aver sperimentato il proprio Know-how sulle piattaforme digitali del mixing (in prima istanza Atari-based) realizzò il mixer digitale Falcon (1998). Era in previsione la realizzazione di un mixer digitale basato su stessa piattaforma ma con 16 canali denominato Eagle di cui vennero mostrati i progetti e la maquette ma che non venne mai prodotto.
Il Lem Falcon fu tra i primi mixer digitali accessibili al grande pubblico.

### Music Media Soft
Nei primi anni 2000 Generalmusic creò la divisione software Music Media Soft che sviluppava suoni, stili, basi, MP3 completi di testo specifici per i prodotti Generalmusic, e Midifiles per qualsiasi altra tastiera e vendeva accessori e gadget Generalmusic. La divisione era anche dotata di un sito di commercio elettronico che permetteva già nei primi anni 2000 di acquistare on line con il download digitale i file desiderati.

### Bachmann
Al DISMA Music Show di Rimini del 1998 (la fiera italiana più importante del settore di allora) il gruppo Generalmusic presentò due pianoforti digitali con il marchio Bachmann: il Verticale RPT114 e il codino GRPT 140. La caratteristica di questi strumenti era, oltre al mobile estremamente ricercato (il verticale mantiene l'estetica di un piano verticale acustico), la presenza della meccanica di un pianoforte acustico che veniva integrata per l'elaborazione digitale tramite un lettore ottico del movimento dei martelletti.

## Sostenitori
La Generalmusic ha avuto nel corso degli anni importanti sostenitori italiani e stranieri
Di seguito un elenco parziale con indicato nel caso di tastieristi con quale artista collaboravano e tra parentesi gli strumenti utilizzati.
- Gino Paoli (Real piano GRP300)
- Paolo Belli (Real piano GRP300)
- Eros Ramazzotti (Real piano GRP300)
- Pape Gurioli, tastierista di Jovanotti (Pro2 Equinox)
- Marco Masini (Real piano GRP300, Pro2, Equinox)
- Enrico Ruggeri (Real piano GRP300, Pro2, Equinox)
- Lucio Dalla (Real piano GRP300)
- Claudio Baglioni (Real piano GRP300- Sk88)
- Gigi D'Alessio (Real piano GRP300)
- Piccola Orchestra Avion Travel (Pro2)
- Lùnapop (Real piano GRP300)
- Nek (Real piano GRP300)
- Ron (Real piano GRP300)
- Renzo Arbore (Real piano GRP300)
- Luca Carboni (Real piano GRP300)
- Walter Savelli, tastierista di Claudio Baglioni (Pro2, Equinox)
- Darrel Smith, tastierista, produttore con Herbie Hancock, Maxwell, Brian McKnight, Boney James e George Howard (PRO2)
- David Goldblatt, tastierista con Mark Isham, John Patitucci, Frank Gambale, Vinnie Colaiuta e Gino Vannelli (PRO2)
- Ian McLagan, fondatore dei Faces, con Rod Stewart e Ronnie Wood; altre collaborazioni: The Rolling Stones, Bob Dylan, Melissa Etheridge, Taj Mahal, Lucinda Williams, Bonnie Rait, Buddy Guy e gli Everly Brothers (PRO2)
- Jason Miles, tastierista con Marcus Miller, Luther Vandross, Michael Jackson, Whitney Houston, Chaka Kahn, Michael Brecker e Grover Washington Jnr (PRO2)
- Gino Vannelli (PRO2)
- J.T Thomas, tastierista con Bruce Hornsby, Tracy Chapman, Rita Coolidge, Don Henley, Michael Bolton, Sheryl Crow, Emmylou Harris (PRO2)
- Keith Emerson, Emerson, Lake & Palmer (PRO2 - Promega3)
- Larry Williams, tastierista con Lee Ritenour, Dave Grusin, Michael Jackson, Eric Clapton, Big Mountain, Go West, Manhattan Transfer, Al Jarreau e Sheila E. (PRO2)
- Mark Ellis Stephens, Tastierista con Chaka Kahn, Diana Ross (PRO2)
- Otmaro Ruiz (PRO2)
- Renato Neto (Pro2)
- Alberto Tafuri Lupinacci, Tastierista (S2, S3)
- Myron McKinley, Earth, Wind & Fire (Promega3)
- Roy Bittan, tastierista con Bruce Springsteen e la E Street Band, David Bowie, Dire Straits, Stevie Nicks, Peter Gabriel, Meatloaf, Lou Reed, Bob Seger e Jackson Browne (PRO2)
- Rick Wakeman, Yes (Promega3)
- IULIK (1995-2002 WX2, WK4, WK6, WK8, Genesys, Genesys pro, Genesys pro S, Genesys Oriental, Genesys XP)